# Bosquerola alablanca
La bosquerola alablanca (Myioborus pictus) és un ocell de la família dels parúlids (Parulidae).

## Hàbitat i distribució
Habita boscos de pins, de roures i de xiprers, sovint a prop de l'aigua, a les muntanyes del sud-est de Califòrnia. Arizona central, sud-oest de Nou Mèxic, oest de Texas i centre de Nuevo León cap al sud fins al nord de Nicaragua.